# Argus As 410
L'Argus As 410 fu un motore aeronautico a 12 cilindri a V rovesciata raffreddato ad aria sviluppato dall'azienda tedesca Argus Motoren GmbH ed introdotto nel 1937.
L'As 410 fu il capostipite di una nuova serie di motori basati sulla precedente produzione ma che utilizzavano nuove tecniche costruttive che garantivano loro un più elevato numero di giri con conseguente maggiore potenza massima espressa. Esso utilizzava un cilindro dalle minori dimensioni che permetteva alle singole teste, realizzate in alluminio, di avere un'alettatura di raffreddamento in acciaio dalle dimensioni maggiorate, un albero a gomiti in acciaio ed un basamento realizzato in una lega di magnesio. Era inoltre dotato di un compressore meccanico.
Una caratteristica peculiare era l'ogiva palettata. Questa era mossa dal vento, come un mulino, e serviva a fornire energia all'attuatore dell'elica a passo variabile.
Ne furono prodotti circa 20 900 esemplari.

## Velivoli utilizzatori
Germania
- Arado Ar 96 B
- Arado Ar 199
- Focke-Wulf Fw 189 Uhu
- Siebel Si 204 (alcuni prototipi)

 Svizzera
- Pilatus P-2